# Памятник воинам Уральского добровольческого танкового корпуса
Памятник воинам Уральского добровольческого танкового корпуса — памятник на Привокзальной площади города Екатеринбурга, открытый 22 февраля 1962 года. Монумент посвящён героизму воинов Уральского добровольческого танкового корпуса. Со временем место «под варежкой» пользуется популярностью среди встречающих и отъезжающих, именно здесь они договариваются о встрече.

## Авторы
Авторы памятника — бронзовых фигур танкиста и рабочего на высоком гранитном постаменте: скульпторы В. М. Друзин и П. А. Сажин (по свидетельству очевидцев, фигуру танкиста Сажин лепил с себя), архитектор Г. И. Белянкин, барельефы выполнены по эскизам художника В. З. Беляева.

## Описание
Двухфигурная композиция из скульптуры старого рабочего и молодого танкиста, символизирующая единство фронта и тыла. На постаменте надпись: 
ГЕРОЯМ Великой Отечественной войны 
1941—1945 гг. ВОИНАМ УРАЛЬСКОГО 
ДОБРОВОЛЬЧЕСКОГО ТАНКОВОГО КОРПУСА 
ОТ ТРУДЯЩИХСЯ СВЕРДЛОВСКОЙ ОБЛАСТИ
 У подножия памятника установлена ещё одна плита с надписью: «Здесь хранится земля, обагрённая кровью уральских танкистов — добровольцев в ожесточённых боях под городами Орлом, Львовом, Прагой и Берлином в 1943—1945 годах». Высота памятника составляет 13 метров.

## Галерея
- Привокзальная площадь Екатеринбурга
- Вид с высоты
- Надпись на постаменте
- Памятная плита
- Памятная 10 рублёвая монета
- Почтовая марка 2021 год